# Anisodina
Anisodina, también conocido como daturamina y α-hydroxyscopolamine, es un fármaco antiespasmódico y anticolinérgico  utilizado en el tratamiento del shock circulatorio agudo en China. Es un tropano alcaloide y se encuentra de forma natural en las especies de plantas de la familia Solanaceae.  Anisodina actúa como receptor muscarínico de acetilcolina antagonista y receptor adrenérgico alfa 1 agonista.